# Bungie Studios
Bungie Studios és una empresa dissenyadora de videojocs fundada en 1991 sota el nom de "Bungie Programari Productes Corporation" per dos estudiants de la Universitat de Chicago, Alex Seropian i Jason Jones. Forma part dels estudis de videojocs de Microsoft des que aquesta empresa la va comprar en l'any 2000. Bungie Studios és conegut com el dissenyador de diversos videojocs populars com són Halo: Combat Evolved, Marathon i Mythos. El 2007, Bungie es va separar de Microsoft per actuar com franquícia independent, després de recomprar-se. De tota manera, la saga Halo, l'èxit de Bungie Studios, no s'editarà en altres plataformes degut al fet que els drets d'autor pertanyen únicament a la companyia Microsoft.